# Barnyard Olympics
Barnyard Olympics är en amerikansk animerad kortfilm med Musse Pigg från 1932.

## Handling
Musse Pigg och hans vänner arrangerar en idrottstävling på hans gård. Grenarna består av löpning, stavhopp, rodd och cykling. Musse får en sen start på grund av att Svarte Petter försöker fuska. Detta är inte sista gången han försöker göra det.

## Om filmen
Filmen är den 40:e Musse Pigg-kortfilmen som producerades och den fjärde som lanserades år 1932.

## Rollista
- Walt Disney – Musse Pigg
- Marcellite Garner – Mimmi Pigg
- Pinto Colvig – Svarte Petter, startare, röst i mängden[4]